# Grobla Olbrzyma
Grobla Olbrzyma (także: Droga Olbrzymów, ang. Giant’s Causeway, irl. Clochán na bhFómharach) – oryginalna formacja skalna na wybrzeżu Irlandii Północnej (hrabstwo Antrim) składająca się z ciasno ułożonych kolumn bazaltowych.
Grobla została odkryta w roku 1692 przez ówczesnego biskupa miasta Derry. Dopiero w końcu XVIII wieku zyskała znaczenie dla świata, gdy lord biskup Derry Frederick Herrey wskazał ją środowisku naukowemu.
Formacja ta składa się z około 37 tysięcy ciasno ułożonych kolumn bazaltowych, które uformowały się podczas erupcji wulkanicznej 50–60 mln lat temu. Powstanie takich kolumn związane jest ze spękaniami ciosowymi, powstałymi w trakcie stygnięcia lawy. Większość kolumn ma podstawę sześciokątną, choć niektóre mają mniej lub więcej boków.
Według irlandzkiej legendy Groblę wybudował olbrzym Finn MacCumhaill (Finn McCool), przywódca wojowniczej bandy Fianna, który chciał przejść do Szkocji suchą stopą i tam pokonać swojego odpowiednika. Jednak, gdy przeszedł i zobaczył, jak wielki jest szkocki olbrzym, w panice uciekł i z pomocą swojej żony przebrał się za dziecko. Gdy szkocki olbrzym przybył do Irlandii i zobaczył „dziecko”, przeraził się. Jeśli tak duże jest dziecko, to jak wielki musi być dorosły. Uciekając do Szkocji po drodze porąbał Groblę by Irlandczyk nie mógł za nim wrócić.
Na świecie podobne bazaltowe kolumny występują w Devils Postpile National Monument w amerykańskim stanie Kalifornia i w jaskini Grota Fingala w Szkocji. W Polsce podobne formy skalne występują w wielu miejscach na Śląsku, m.in. na Kamiennej Górze w Lubaniu, na górze Rataj, na Bazaltowej Górze, na Wilczej Górze, na Ostrzycy, na Górze Krzyżowej i na Górze Świętej Anny. W Czechach najbardziej znane są Panská skála i Diabelski Mur (Czechy).

## Bibliografia

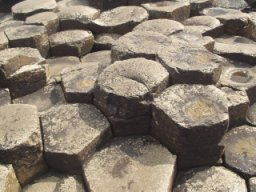
Bazaltowe kolumny Grobli Olbrzyma